# Draba cantabriae
Draba cantabriae är en korsblommig växtart som först beskrevs av S.J. Laínz, och fick sitt nu gällande namn av S.J. Laínz. Draba cantabriae ingår i släktet drabor, och familjen korsblommiga växter. Inga underarter finns listade i Catalogue of Life.